# Watertoren (Wageningen Belvedère)
In 1898 werd een watertoren gebouwd in Wageningen naar ontwerp van Roelof Kuipers. Deze toren was 20 meter hoog. De toren werd in 1944 verwoest door oorlogsgeweld toen hij als uitzichtpunt over de Rijn gebruikt werd. In 1947 werden de restanten van de toren afgebroken.
Na de afbraak van de watertoren is er ongeveer op dezelfde plaats een nieuwe watertoren gebouwd aan wat toen de Generaal Foulkesweg ging heten. De huidige watertoren, met de bijnaam 'de peperbus', ontworpen door architect Th.K.J. (Theo) Koch, is in 1948 gebouwd. Hij staat op de Wageningse Berg vlak naast het voormalig stadion van FC Wageningen. Deze toren is te bezoeken tijdens Open Monumentendagen en is tevens een wegwijzer naar Belmonte Arboretum, een eveneens aan de Generaal Foulkesweg gelegen bomentuin die in 1954 voor het publiek werd opengesteld en vrij toegankelijk werd.
Aalten · 
Arnhem ·
Berg en Dal ·
Bontebrug ·
Culemborg ·
Doetinchem ·
Doorwerth ·
Ede ·
Eibergen ·
Ermelo ·
Harderwijk ·
Leur ·
Lochem · 
Nijkerk ·
Nijmegen ·
Oosterbeek ·
Radio Kootwijk ·
Tiel 
(Oude ·
Nieuwe) ·
Ulft ·
Wageningen
(Generaal Foulkesweg · Belvedère) ·
Winterswijk ·
Wolfheze ·
Zaltbommel
(Oude · Nieuwe) ·
Zutphen
(Drogenapstoren · Warnsveldseweg) ·